# Моррис, Маркифф
Маркифф Моррис (англ. Markieff Morris, род. 2 сентября 1989 года) — американский профессиональный баскетболист, выступающий в Национальной баскетбольной ассоциации за клуб «Лос-Анджелес Лейкерс». Брат-близнец баскетболиста Маркуса Морриса.

## Профессиональная карьера

### Финикс Санз (2011—2016)
Морис был выбран на драфте НБА 2011 года клубом «Финикс Санз» под общим 13 номером. Его брат близнец был выбран через пять минут после него клубом «Хьюстон Рокетс». 8 января 2012 года Моррис сделал свой первый дабл-дабл в профессиональной карьере, набрав 13 очков и сделав 10 подборов. 18 января он впервые вышел в стартовом составе «Санз» в игре против «Нью-Йорк Никс». Однако из-за вируса, он отыграл всего 5 минут, набрав 3 очка и сделав 2 перехвата и был вынужден покинуть площадку. 8 февраля Маркрифф был назван одним из участников матча новичков во время звездного уикенда 2012 года.
8 сентября 2015 года Моррис был оштрафован НБА на 10 000 долларов за публичное требование от руководства «Санз» обменять его. Позже он тренировался со своим другом Рашидом Уоллесом прежде чем вернулся обратно в лагерь «Санз». 23 ноября он набрал рекордно количество очков в сезоне — 28, однако его команда всё равно уступила «Сан-Антонио Спёрс». Маркифф вышел в стартовом составе в первых 16 матчах сезона, однако после 4 декабря Джефф Хорнасек решил посадить его на скамейку запасных. 24 декабря он был отстранён руководством Санз на две игры за поведение, наносящее ущерб команде.

### Вашингтон Уизардс (2016—2019)
18 февраля 2016 года «Финикс» обменял его в «Вашингтон Уизардс» на Криса Хамфриса, Деджуана Блэра и выбор в 1-м раунде драфта 2016 года. На следующий день он дебютировал за новый клуб в победном матче против «Детройт Пистонс», клуба, где играет его брат-близнец Маркус. За 22 минуты Маркифф набрал 6 очков и сделал 2 подбора.
7 февраля 2019 года «Уизардс» обменяли Морриса вместе с правом выбора во втором раунде драфта 2023 года в «Нью-Орлеан Пеликанс» на Уэсли Джонсона. Уже на следующий день «Пеликанс» отчислили его из своего состава.

### Оклахома-Сити Тандер (2019)
15 февраля 2019 года Моррис подписал контракт с «Оклахома-Сити Тандер».

### Детройт Пистонс (2019—2020)
3 июля 2019 года Маркифф подписал контракт с «Детройт Пистонс». 21 февраля 2020 года «Пистонс» и Моррис договорились о выкупе контракта.

### Лос-Анджелес Лейкерс (2020—2021)
24 февраля 2020 года подписал контракт с «Лос-Анджелес Лейкерс». 12 октября 2020 года Моррис стал чемпионом НБА и продлил контракт с «Лейкерс» еще на один сезон.

### Майами Хит (2021—2022)
6 августа 2021 года Моррис подписал однолетний контракт с «Майами Хит» на условиях ветеранского минимума.
Моррис был оштрафован на 50 000 долларов за драку с Николой Йокичем во время игры 8 ноября 2021 года.

### Бруклин Нетс (2022—2023)
7 сентября 2022 года Моррис подписал контракт с «Бруклин Нетс».

### Даллас Маверикс (2023—2025)
6 февраля 2023 года Моррис вместе с Кайри Ирвингом был обменян в «Даллас Маверикс» на Дориана Финни-Смита, Спенсера Динвидди, незащищенный выбор первого раунда драфта 2029 года и выборы второго раунда драфта в 2027 и 2029 годах.
16 сентября 2023 года «Даллас» объявил о продлении контракта с Моррисом.
9 сентября 2024 года Моррис подписал новый контракт с «Маверикс».

### Лос-Анджелес Лейкерс (2025—настоящее время)
2 февраля 2025 года Моррис был обменян вместе с Лукой Дончичем и Макси Клебером в «Лос-Анджелес Лейкерс» в обмен на Макса Кристи, Энтони Дэвиса и выбор первого раунда драфта 2029 года. «Лейкерс» также обменяли Джейлена Худа-Шифино и выбор второго раунда драфта 2025 года в «Юту Джаз», которая также получила от «Маверикс» выбор второго раунда драфта 2025 года.

## Статистика

### Статистика в НБА
| Сезон                                                                                    | Команда       | Регулярный сезон | Регулярный сезон | Регулярный сезон | Регулярный сезон | Регулярный сезон | Регулярный сезон | Регулярный сезон | Регулярный сезон | Регулярный сезон | Регулярный сезон | Регулярный сезон | Серия плей-офф | Серия плей-офф | Серия плей-офф | Серия плей-офф | Серия плей-офф | Серия плей-офф | Серия плей-офф | Серия плей-офф | Серия плей-офф | Серия плей-офф | Серия плей-офф |
| Сезон                                                                                    | Команда       | GP               | GS               | MPG              | FG%              | 3P%              | FT%              | RPG              | APG              | SPG              | BPG              | PPG              | GP             | GS             | MPG            | FG%            | 3P%            | FT%            | RPG            | APG            | SPG            | BPG            | PPG            |
| ---------------------------------------------------------------------------------------- | ------------- | ---------------- | ---------------- | ---------------- | ---------------- | ---------------- | ---------------- | ---------------- | ---------------- | ---------------- | ---------------- | ---------------- | -------------- | -------------- | -------------- | -------------- | -------------- | -------------- | -------------- | -------------- | -------------- | -------------- | -------------- |
| 2011/12                                                                                  | Финикс        | 63               | 7                | 19,5             | 39,9             | 34,7             | 71,7             | 4,4              | 1,0              | 0,7              | 0,7              | 7,4              | Не участвовал  | Не участвовал  | Не участвовал  | Не участвовал  | Не участвовал  | Не участвовал  | Не участвовал  | Не участвовал  | Не участвовал  | Не участвовал  | Не участвовал  |
| 2012/13                                                                                  | Финикс        | 82               | 32               | 22,4             | 40,7             | 33,6             | 73,2             | 4,8              | 1,3              | 0,9              | 0,8              | 8,2              | Не участвовал  | Не участвовал  | Не участвовал  | Не участвовал  | Не участвовал  | Не участвовал  | Не участвовал  | Не участвовал  | Не участвовал  | Не участвовал  | Не участвовал  |
| 2013/14                                                                                  | Финикс        | 81               | 0                | 26,6             | 48,6             | 31,5             | 79,2             | 6,0              | 1,8              | 0,8              | 0,6              | 13,8             | Не участвовал  | Не участвовал  | Не участвовал  | Не участвовал  | Не участвовал  | Не участвовал  | Не участвовал  | Не участвовал  | Не участвовал  | Не участвовал  | Не участвовал  |
| 2014/15                                                                                  | Финикс        | 82               | 82               | 31,5             | 46,5             | 31,8             | 76,3             | 6,2              | 2,3              | 1,2              | 0,5              | 15,3             | Не участвовал  | Не участвовал  | Не участвовал  | Не участвовал  | Не участвовал  | Не участвовал  | Не участвовал  | Не участвовал  | Не участвовал  | Не участвовал  | Не участвовал  |
| 2015/16                                                                                  | Финикс        | 37               | 24               | 24,8             | 39,7             | 28,9             | 71,7             | 5,2              | 2,4              | 0,9              | 0,5              | 11,6             | Не участвовал  | Не участвовал  | Не участвовал  | Не участвовал  | Не участвовал  | Не участвовал  | Не участвовал  | Не участвовал  | Не участвовал  | Не участвовал  | Не участвовал  |
| 2015/16                                                                                  | Вашингтон     | 27               | 21               | 26,4             | 46,7             | 31,6             | 76,4             | 5,9              | 1,4              | 0,9              | 0,6              | 12,4             | Не участвовал  | Не участвовал  | Не участвовал  | Не участвовал  | Не участвовал  | Не участвовал  | Не участвовал  | Не участвовал  | Не участвовал  | Не участвовал  | Не участвовал  |
| 2016/17                                                                                  | Вашингтон     | 76               | 76               | 31,2             | 45,7             | 36,2             | 83,7             | 6,5              | 1,7              | 1,1              | 0,6              | 14,0             | 13             | 13             | 28,7           | 40,7           | 36,8           | 80,6           | 6,4            | 1,7            | 0,9            | 1,3            | 12,1           |
| 2017/18                                                                                  | Вашингтон     | 73               | 73               | 27,0             | 48,0             | 36,7             | 82,0             | 5,6              | 1,9              | 0,8              | 0,5              | 11,5             | 6              | 6              | 30,2           | 49,0           | 16,7           | 90,0           | 7,5            | 1,7            | 0,7            | 0,8            | 9,8            |
| 2018/19                                                                                  | Вашингтон     | 34               | 15               | 26,0             | 43,6             | 33,3             | 78,1             | 5,1              | 1,8              | 0,7              | 0,6              | 11,5             | Не участвовал  | Не участвовал  | Не участвовал  | Не участвовал  | Не участвовал  | Не участвовал  | Не участвовал  | Не участвовал  | Не участвовал  | Не участвовал  | Не участвовал  |
| 2018/19                                                                                  | Оклахома-Сити | 24               | 1                | 16,1             | 39,1             | 33,9             | 73,7             | 3,8              | 0,8              | 0,5              | 0,1              | 6,5              | 5              | 0              | 11,8           | 31,3           | 28,6           | 77,8           | 2,6            | 1,0            | 0,2            | 0,6            | 3,8            |
| 2019/20                                                                                  | Детройт       | 44               | 16               | 22,5             | 45,0             | 39,7             | 77,2             | 3,9              | 1,6              | 0,6              | 0,3              | 11,0             | Не участвовал  | Не участвовал  | Не участвовал  | Не участвовал  | Не участвовал  | Не участвовал  | Не участвовал  | Не участвовал  | Не участвовал  | Не участвовал  | Не участвовал  |
| 2019/20                                                                                  | Лейкерс       | 14               | 1                | 14,2             | 40,6             | 33,3             | 83,3             | 3,2              | 0,6              | 0,4              | 0,4              | 5,3              | 21             | 2              | 18,4           | 44,9           | 42,0           | 77,8           | 3,0            | 1,0            | 0,3            | 0,1            | 5,9            |
| 2020/21                                                                                  | Лейкерс       | 61               | 27               | 19,7             | 40,5             | 31,1             | 72,0             | 4,4              | 1,2              | 0,4              | 0,3              | 6,7              | 4              | 1              | 9,5            | 22,2           | 25,0           | 66,7           | 1,0            | 0,8            | 0,0            | 0,3            | 2,3            |
| 2021/22                                                                                  | Майами        | 17               | 1                | 17,5             | 47,4             | 33,3             | 88,9             | 2,6              | 1,4              | 0,4              | 0,1              | 7,6              | 1              | 0              | 3,5            | 0,0            | -              | -              | 1,0            | 0,0            | 0,0            | 0,0            | 0,0            |
| 2022/23                                                                                  | Бруклин       | 27               | 1                | 10,6             | 40,2             | 40,8             | 100,0            | 2,2              | 0,9              | 0,3              | 0,2              | 3,6              | Не участвовал  | Не участвовал  | Не участвовал  | Не участвовал  | Не участвовал  | Не участвовал  | Не участвовал  | Не участвовал  | Не участвовал  | Не участвовал  | Не участвовал  |
| 2022/23                                                                                  | Даллас        | 8                | 1                | 8,7              | 42,4             | 36,4             | -                | 1,5              | 0,8              | 0,1              | 0,0              | 4,5              | Не участвовал  | Не участвовал  | Не участвовал  | Не участвовал  | Не участвовал  | Не участвовал  | Не участвовал  | Не участвовал  | Не участвовал  | Не участвовал  | Не участвовал  |
| 2023/24                                                                                  | Даллас        | 26               | 1                | 8,3              | 33,8             | 35,7             | 83,3             | 1,5              | 0,6              | 0,2              | 0,1              | 2,5              | 1              | 0              | 12,0           | 20,0           | 33,3           | -              | 4,0            | 0,0            | 0,0            | 0,0            | 3,0            |
|                                                                                          | Всего         | 776              | 379              | 23,6             | 44,5             | 34,3             | 77,8             | 4,9              | 1,5              | 0,8              | 0,5              | 10,3             | 51             | 22             | 20,6           | 41,8           | 36,8           | 80,0           | 4,2            | 1,2            | 0,5            | 0,6            | 7,3            |
| Наведите курсор мыши на аббревиатуры в заголовке таблицы, чтобы прочесть их расшифровку. |               |                  |                  |                  |                  |                  |                  |                  |                  |                  |                  |                  |                |                |                |                |                |                |                |                |                |                |                |

### Статистика в NCAA
| Сезон | Команда | Conf   | Class | GP  | GS | MPG  | FG%  | 3P%  | FT%  | RPG | APG | SPG | BPG | PPG  |
| --- | ------- | ------ | ----- | --- | -- | ---- | ---- | ---- | ---- | --- | --- | --- | --- | ---- |
| 2008/09 | Канзас  | Big 12 | FR    | 35  | 7  | 15,6 | 44,8 | 18,8 | 65,0 | 4,4 | 1,0 | 0,4 | 0,7 | 4,6  |
| 2009/10 | Канзас  | Big 12 | SO    | 36  | 2  | 17,6 | 56,6 | 52,6 | 62,2 | 5,3 | 1,1 | 0,4 | 1,0 | 6,8  |
| 2010/11 | Канзас  | Big 12 | JR    | 38  | 34 | 24,4 | 58,9 | 42,4 | 67,3 | 8,3 | 1,4 | 0,8 | 1,1 | 13,6 |
| Всего | Всего   | Всего  | Всего | 109 | 43 | 19,3 | 55,3 | 40,4 | 65,3 | 6,1 | 1,2 | 0,6 | 0,9 | 8,5  |
| Наведите курсор мыши на аббревиатуры в заголовке таблицы, чтобы прочесть их расшифровку Статистика приведена с сайта sports-reference.com |         |        |       |     |    |      |      |      |      |     |     |     |     |      |